# Rapsodias húngaras (Liszt)

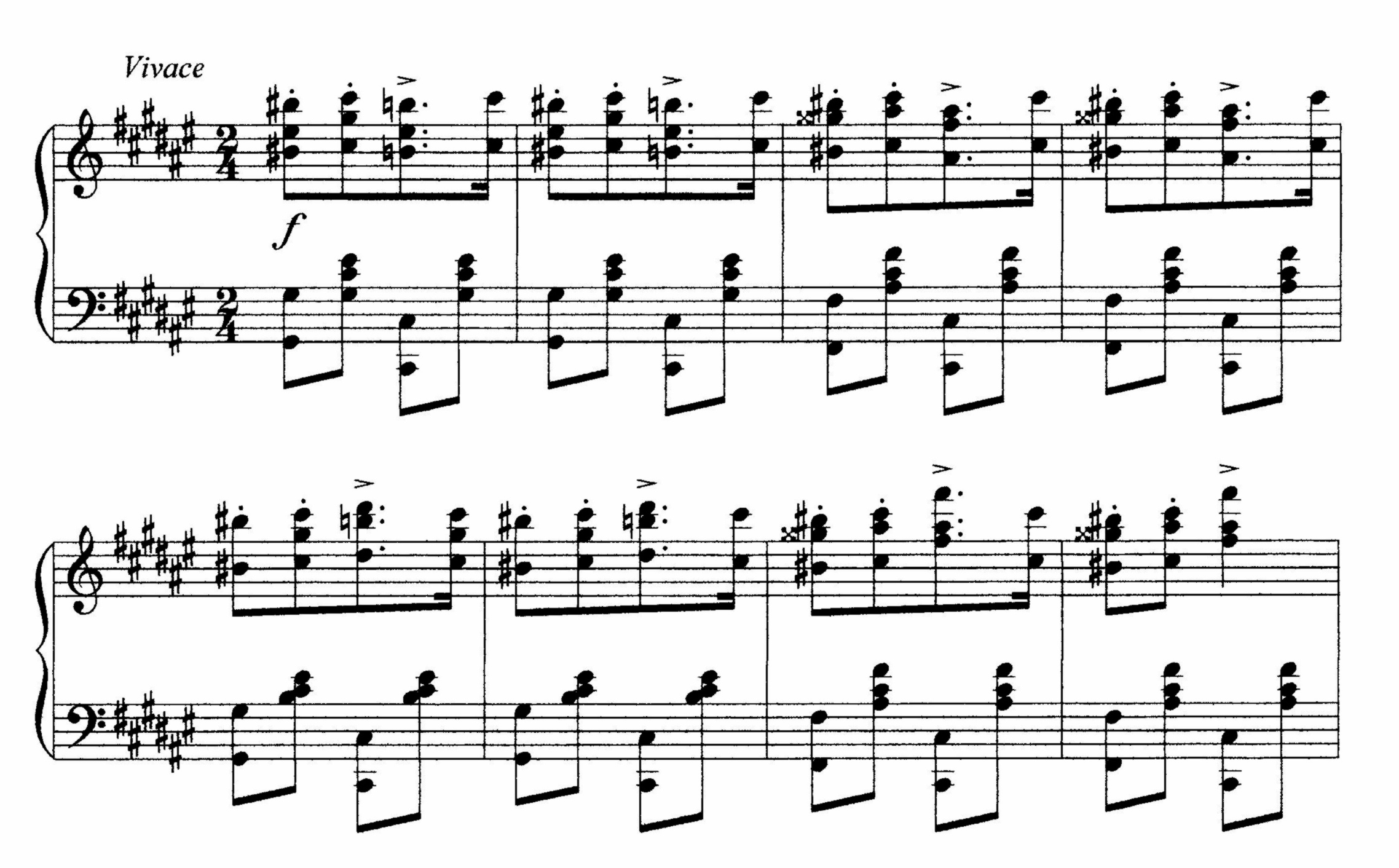
Tema principal de Friska de la Rapsodia húngara n.º 2.

Las Rapsodias húngaras (S. 244), R106, de Franz Liszt (húngaro: Magyar rapszódiák, alemán: Ungarische Rhapsodien, francés: Rapsodies hongroises) son un conjunto de diecinueve obras para piano basadas en música folclórica húngara. Fueron compuestas entre 1846 y 1853 y más tarde entre 1882 y 1885. Además, Liszt compuso versiones para orquesta y para duetos y tríos de piano. En sus versiones originales para piano, las Rapsodias húngaras tienen una dificultad destacable, ya que Liszt era un gran virtuoso de dicho instrumento. Las versiones originales de las "Rapsodias Húngaras" se llamaban "Magyar Dalok/Magyar Rapszodiak (S.242)" que además de su dificultad, eran las primeras versiones de sus Rapsodias Húngaras, compuesto en 1839 consistía de veintidós piezas. Luego en 1846 Liszt empezó a reutilizar algunas de sus piezas de su obra para así reutilizarlas para luego modificarlas y crear la obra "Rapsodias Húngaras" (S.244) con más contenido nuevo como la Rapsodia №2, en 1882 las cuatro nuevas Rapsodias Húngaras (№16, №17, №18, №19) son otra historia ya que las Rapsodias №16, №17 y №18 no fueron basadas en música folclórica húngara ya que fueron hechas con sus propias ideas de Liszt, en 1847? mientras Liszt estaba componiendo la Rapsodia Húngara №2 tuvo una idea acerca de hacer las versiones originales de sus Rapsodias Húngaras más simplificadas y se titularia "Zigeuner-Epos S.695b" pero fue descartado, la obra solo duró 11 piezas. Un ejemplo de Zigeuner-Epos S.695b es "Magyar Rapszodiak S.242 No.13bis" en el cual se reutilizo para la pieza No.7 de Zigeuner-Epos. La rapsodia húngara nº 18 y 19 fueron compuestas para el rey de Inglaterra en el siglo XIX.

## Piezas
Liszt incorporó muchos temas que había oído en su Hungría natal que él pensaba que eran música popular y sin embargo eran melodías escritas por autores contemporáneos tocadas a menudo por músicos gitanos. Las Rapsodias húngaras fueron influidas por los verbunkos, una danza húngara estructurada en varias partes con diferentes tempos. 
Las primeras quince rapsodias se publicaron en 1853 y las cuatro restantes entre 1882 y 1885. Hay una última no publicada. Estas son las Rapsodias húngaras:
- Rapsodia húngara n.º 1 en Mi mayor (EMaj) ("à son ami E. Zerdahely")
- Rapsodia húngara n.º 2 en Do sostenido menor (C#m) ("au Comte Ladislas Teleky")
- Rapsodia húngara n.º 3 en Si bemol menor (B♭Maj) ("au Comte Leo Festetics")
- Rapsodia húngara n.º 4 en Mi bemol mayor (E♭Maj) (au Comte Casimir Esterházy)
- Rapsodia húngara n.º 5 en Mi menor, Héroïde-élégiaque (Em) (Comtesse Sidonie Reviczky)
- Rapsodia húngara n.º 6 en Re bemol mayor (D♭Maj) (au Comte Antoine d'Appony)
- Rapsodia húngara n.º 7 en Re menor (Dm) (au Baron Fery Orczy)
- Rapsodia húngara n.º 8 en Fa sostenido menor (F♯m) (á Anton Augusz)
- Rapsodia húngara n.º 9 en Mi bemol mayor, Pesther Carneval (E♭Maj) (á H. W. Ernst)
- Rapsodia húngara n.º 10 en Mi mayor (EMaj) (á Béni Egressy)
- Rapsodia húngara n.º 11 en La menor (Am) (au Baron Fery Orczy)
- Rapsodia húngara n.º 12 en Do sostenido menor (C♯m) (á Joseph Joachim)
- Rapsodia húngara n.º 13 en La menor (Am) (au Comte Leo Festetics)
- Rapsodia húngara n.º 14 en Fa menor (Fm) (á Hans von Bülow)
- Rapsodia húngara n.º 15 en La menor, Rákóczy-Marsch (Am)
- Rapsodia húngara n.º 16 en La menor (Am) (Budapest Munkácsy-Festlichkeiten)
- Rapsodia húngara n.º 17 en Re menor (Dm)
- Rapsodia húngara n.º 18 en Fa sostenido menor (F♯m) (Ungarischen Ausstellung in Budapest)
- Rapsodia húngara n.º 19 en Re menor, D'après les "Csárdás nobles" de K. Ábrányi (sr) (Dm)

## Versiones
Franz Doppler adaptó las Rapsodias húngaras números 2, 5, 6, 9, 12, y 14 para orquesta, con revisiones del propio Franz Liszt. Estas adaptaciones orquestales aparecen en el S.359 en el catálogo Searle. Sin embargo. los números que se les dan a estas piezas son distintos de los originales. Las primeras seis versiones orquestales corresponden a las versiones originales 14, 2, 6, 12, 5 y 9, respectivamente. 
En 1874, Liszt arregló esas mismas seis rapsodias para dúo de piano. Esa versión de Liszt se encuentra en el número S.621 del catálogo Searle. En 1882 hizo otra adaptación para dúo de la Rapsodia húngara n.º 16, que aparece en esa adaptación en el S.622. En 1885 hizo otra versión de la Rapsodia húngara n.º 18, situada está en el S.623; y de la n.º 19, en el S.623a. Liszt adaptó también la novena y la duodécima rapsodia (S.379 y S.379a, respectivamente) para piano, violín y violonchelo.
La Rapsodia húngara n.º 14 pasó a ser también la base de la Fantasía húngara para piano y orquesta de Liszt, numerada con el S.123. 

## En la cultura popular
- La Rapsodia húngara n.º 2 apareció en el cortometraje The Cat Concerto de Tom and Jerry, en 1947; en el Convict Concerto, del Pájaro Loco (1954); y en el Rhapsody Rabbit de Bugs Bunny (1946).
- La Rapsodia húngara n.º 2 también apareció en la película ¿Quién engañó a Roger Rabbit? Durante la escena del cabaret, el pato Donald y el pato Lucas tocan a dúo la pieza mientras intentan hacerse daño el uno al otro.
- Parte de la Rapsodia húngara n.º 2 se utilizó en la canción Lobachevsky, de Tom Lehrer.
- También se puede apreciar en una de las películas de Cantinflas, donde por accidente, tras una persecución, termina en un escenario como el director de la orquesta.
- En el videojuego Fallout 4, el pip-boy del jugador puede detectar una radio "clásica" en la que se encuentra la Rapsodia húngara n.° 2, pero en versión orquestal.